# Иван Димитров (художник)
 Тази статия е за художника.  За други личности с това име вижте Иван Димитров.  
Иван Димитров Кънчев е български художник – живописец и портретист, един от първите художници в Следосвобожденска България. Наричан е „старейшината на българските художници“.

## Биография и творчество
Учи се да рисува при баща си – художника Димитър Кънчев от Тревненската художествена школа. През 1877 г. започва да следва в Букурещката художествена академия, а завършва през 1883 г. в Париж при Александър Кабанел. По време на следването си излага свои творби на Парижкия салон на изкуствата, с което става първият български художник със задгранична изложба.
След завръщането си в България Иван Димитров става гимназиален учител и преподава рисуване в Габрово, между 1884 и 1886 г., и в София, между 1886 и 1921 г. През 1885 г. става и първият художник, устроил самостоятелна изложба в България, по-специално в сградата на Народното събрание.
Димитров твори в жанровете портрет и битова живопис. Рисува няколкостотин портрета на видни общественици и дворцови лица, между които и на Стефан Стамболов през 1886 г. Създава и голям брой икони за църкви в София, Созопол и др.
Негови произведения се съхраняват в Националната художествена галерия.